# Konstantin Sokolenko
Konstantin Sokolenko, född 9 november 1987, är en kazakisk utövare av nordisk kombination. Han är en av Kazakstans bästa utövare av nordisk kombination och ankare i det kazakstanska laget.
2017 tog han en silvermedalj i lagtävlingen i backhoppning vid asiatiska vinterspelen 2017 i Sapporo.